# Febelfin
Febelfin, officiële volledige naam Belgische Federatie van de Financiële Sector – Fédération belge du Secteur Financier – Belgian Financial sector Federation, is een Belgische sectoriale werkgevers- en belangenorganisatie voor de financiële sector die in 2003 werd opgericht. Febelfin overkoepelt 5 aangesloten verenigingen en vertegenwoordigt 235 financiële instellingen die meer dan 100.000 mensen tewerkstellen in België. De hoofdzetel van de organisatie is sinds midden 2020 gevestigd in de Koning Albert II-laan 19 te Sint-Joost-ten-Node.

## Missie
Febelfin vertegenwoordigt de belangen van ál haar leden: universele banken, niet-universele banken, nichespelers, niet-bancaire financiële instellingen en organisaties, financiële-infrastructuuraanbieders, enz. Ze verzoent die met de belangen van beleidsmakers, toezichthouders, beroepsfederaties en belangenverenigingen op nationaal en Europees niveau. Febelfin is de spreekbuis van de hele financiële sector (met uitzondering van de verzekeringsmaatschappijen).

### Vier kerntaken
- Standpunten innemen voor en door leden
- Lobbyen op nationaal en Europees niveau, maar ook deelnemen aan sociale onderhandelingen
- Diensten verlenen (informeren, duiden en advies geven, opleiding verstrekken via Febelfin Academy)
- Communiceren met de leden en het grote publiek en deelnemen aan debatten op professioneel, politiek, maatschappelijk en educatief vlak

### Strategische doelstellingen
- Noden: tegemoetkomen aan de dagelijkse financiële noden in alle levensfases
- Diensten: innovatieve, veilige en kwaliteitsvolle financiële diensten binnen het bereik van alle burgers brengen
- Openheid: werken aan een stabiel, duurzaam en eerlijk regelgevings- en bedrijfsklimaat
- Financiering: de juiste antwoorden bieden op de financieringsnoden van particulieren, bedrijven, openbare overheden en hun projecten
- Dialoog:luisteren naar de maatschappelijke noden en in dialoog treden met een ruim netwerk van partners en stakeholders, die samen willen streven naar een duurzaam financiële sector.

De strategische doelstellingen werden vertaald in 4 prioriteiten, die weliswaar verder kunnen worden uitgebreid:
1. Financiering van de economie
2. Soliditeit van de banksector en strijd tegen witwassen
3. Digitaal bankieren
4. Duurzaam bankieren

## Leden
De organisatie bestaat uit vijf deelverenigingen:
- Belgische Leasingvereniging (BLV)
- Belgische Vereniging van Asset Managers (BEAMA)
- Belgische Vereniging van Banken en Beursvennootschappen (BVB), bestond reeds vanaf 1937
- Belgische Vereniging van Beursleden (BVBL)
- Beroepsvereniging van het Krediet (BVK)

Daarnaast zijn er nog enkele leden met een bijzonder statuut:
- Atos
- Belgian Structured Investment Products Association (BELSIPA)
- Belgian Venture Capital & Private Equity Association (BVA)
- Belgische Beroepsvereniging der Factormaatschappijen
- Euroclear
- Euronext
- Isabel Group
- LCH
- Private Bankers Association
- Society for Worldwide Interbank Financial Telecommunication (SWIFT)`

## Beslissingsorganen

### Bestuur
Het voorzitterschap wordt afwisselend voor een periode van drie jaar waargenomen door iemand van de grootste vier Belgische banken. Sinds 2017 is Johan Thijs voorzitter en zijn voorzitterschap werd in 2020 verlengd. Algemeen secretaris is Wien De Geyter en sinds 15 april 2020 is Karel Baert gedelegeerd bestuurder.
| Periode      | Voorzitter       | Bank               |
| ------------ | ---------------- | ------------------ |
| 2003 – 2005  | Luc Vandewalle   | ING België         |
| 2005 – 2008  | Jan Vanhevel     | KBC Bank           |
| 2008 – 2011  | Stefaan Decraene | Dexia Bank België  |
| 2011 – 2014  | Filip Dierckx    | BNP Paribas Fortis |
| 2015 – 2017  | Rik Vandenberghe | ING België         |
| 2017 – 2023  | Johan Thijs      | KBC Bank           |
| 2024 - heden | Michael Anseeuw  | BNP Paribas Fortis |

| Periode      | Gedelegeerd bestuurder |
| ------------ | ---------------------- |
| 2003 – 2004  | Guido Ravoet           |
| 2005 – 2017  | Michel Vermaerke       |
| 2017 – 2020  | Karel Van Eetvelt      |
| 2020 – heden | Karel Baert            |

### Algemene vergadering

#### Rol
- Statuten wijzigen
- Jaarrekening en begroting goedkeuren
- Bestuurders benoemen en ontslaan

### Raad van bestuur

#### Rol
- Algemene, oriënterende rol
- Toezicht houden op het Executive Committee
- De raad van bestuur kan een beslissing van het Executive Committee opschorten en wijzigen

### Executive Committee

#### Rol
- Beslissingen Raad van bestuur uitvoeren
- Goede werking van Febelfin garanderen
- Alle taken uitvoeren die gedelegeerd zijn door de Raad van bestuur
- Informeren van de Raad van bestuur over genomen beslissingen

### Committees
Hét informatie- en overlegorgaan voor de leden

#### Rol
- Invullen van de 5 strategische doelstellingen, onder toezicht van het bevoegde Steering Committee
- Alle dossiers behandelen die onder de eigen bevoegdheid vallen

### Werkgroepen
Voor alle werkgroepen wordt bepaald op welke strategische doelstellingen en dossiers zij moeten inzetten.

#### Rol
- Deelnemers moeten voldoende gemandateerd zijn door hun instelling om over de agenda te kunnen besluiten en actief bij te dragen aan de werkzaamheden
- De eindverantwoordelijkheid voor de goede werking hiervan ligt bij het bevoegde Committee

## Towards Sustainability label
In november 2019 lanceerde Febelfin Towards Sustainability, een label waardoor de consument zeker kan zijn dat het niet belegt in "zeer schadelijke bedrijfsactiviteiten". Het label is een van de eerste duurzaamheidslabels ter wereld die door de meeste banken en vermogensbeheerders van een bepaald land erkend wordt. Het was in de eerste plaats de bedoeling om via een kwaliteitsnorm minimumeisen voor duurzame financiële producten vast te leggen.
Volgens professor bedrijfethiek Luc Van Liedekerke werden geen al te enge erkenningscriteria gedefinieerd, maar gaat het om minimumcriteria voor duurzaamheid. Zo kan een fonds het label nog steeds verkrijgen als het conventionele oliebedrijven bevat die maximaal 60% van hun inkomsten uit olie-ontginning halen. De overige 40% mag uit gas gehaald worden. Volgens FairFin is dit aldus geen garantie voor een duurzame energietransitie. Ook voor Bond Beter Leefmilieu zijn de normen om het label te halen niet streng genoeg.
Na de tweede evaluatieronde in maart 2020 hadden meer dan 400 fondsen het label ontvangen. In 2021 werd de kwaliteitsnorm herzien en versterkt om de criteria van het label te verfijnen en de norm in overeenstemming te brengen met de Europese regelgeving. Eind 2021 waren er 640 gelabelde producten, beheerd door ongeveer 100 financiële instellingen in 10 verschillende landen en goed voor meer dan 500 miljard euro.
Elke drie maand worden aanvragen tot toekennen van het label na een evaluatie door de onafhankelijke Geschiktheidscommissie van het Central Labelling Agency (CLA) behandeld. Deze commissie bestaat uit onafhankelijke experten en experten uit de financiële sector.